# Паален, Вольфганг
Вольфганг Паален (нем. Wolfgang Paalen, 22 июля 1905, Вена — 24 сентября 1959, Таско-де-Аларкон, Мексика) — австрийский и мексиканский художник — сюрреалист и теоретик искусства.

## Биография
Вольфганг Паален родился в смешанной еврейско-немецкой семье богатого коммерсанта и изобретателя Г. Р. Паалена (наст. фам. Поллак). Детство будущего художника прошло в Вене и Штирии, где его отцу принадлежал санаторий. В 1913 году его семья переезжает в Берлин, и затем в Силезию, где отец Вольфганга приобретает замок Санкт-Рохусбург. Проведенные здесь годы, овеянные фантазиями и древними сказаниями о таинственном мире фей и эльфов, оказали сильнейшее воздействие на сюрреализм художника 1930-х годов. В 1919 году Паален уезжает в Рим, где берёт уроки у Лео фон Кёнига. В 1924 году он вместе с Кёнигом приезжает в Берлин, в 1925 выставляет свои работы на Берлинском сецессион. 1926 год художник проводит в Париже, 1927—1928 годы — в Мюнхене и Сен-Тропе. В 1929 году приезжает в Париж и посещает уроки в мастерских Ханса Хофмана и Фернана Леже. Затем живёт в Париже, где в 1933 году становится членом группы Abstraction-Creation; картины этого периода носят чисто абстрактный характер. В 1936 году становится членом сюрреалистской группы Андре Бретона. В 1938 участвует в международной сюрреалистической выставке в Париже (Exposition Internationale du Surréalisme).
Много экспериментировал в различных техниках, изобрёл фюмаж — художественный приём, использующий следы, оставляемые на холсте или бумаге копотью горящей свечи. В 1938 году состоялись его персональные выставки в Париже, Лондоне и Нью-Йорке, где были представлены созданные им фюмажи.
В 1939 году В.Паален вместе со своей женой, французской художницей Алисой Рагон, путешествует по западной Канаде и затем, по приглашению Фриды Кало, по Мексике. В Мексике художник прожил вплоть до 1949 года; здесь в 1941—1945 годах он издаёт специализировавшийся на современном искусстве журнал DYN 1-6. В 1940 году вместе с Сезаром Маро организовывает Международную сюрреалистическую выставку. В 1940—1946 годах В. Паален участвует в различных авангардистских выставках в США, оказывая влияние на развитие в этой стране такого направления в живописи, как абстрактный экспрессионизм. В 1951 году вместе с Онслоу-Форд художник создаёт группу «Dynaton». С 1949 года Паален живёт и работает в Сан-Франциско. В 1952 году приезжает в Париж, где остаётся до 1954 года, после чего возвращается в Мексику. В 1959 году художник покончил жизнь самоубийством.

## Творчество
В своих работах, начиная с 1932 года, Паален ищет возможности соединить абстрактное искусство с сюрреализмом. В 1932—1936 годах на его полотнах выделяются фигуры на фоне абстрактных пространств; произведения Паалена имеют сходство с работами Ханса Арпа. Наряду с Марселем Дюшаном, Паален был одним из организаторов сюрреалистской выставки в Париже в 1938 году. На ней был представлен его один из первых энвайронментов: на покрытой дубовыми листьями поверхности, в углублении — пруд с лилиями, на берегу которого находится манекен, одетый в фантастические шёлковые одеяния и с летучей мышью над головой. В мае того же года Паален выставляет свои, полные фантазии, сюрреалистические полотна в парижской галерее Renou et Colle. Эти работы художника, изображающие фантастические «тотемные» ландшафты, написанные в 1936—1939 годах, сделали его имя известным.
В Мексике художник, параллельно своей деятельности издателя и теоретика искусства, занимается своим, развившимся из фюмажа (Fumage) направлением («Spaciales»), которым он впечатляет художественную общественность США в 1945 году, на выставке в нью-йоркской галерее Art of this Century: полотнами, полными пространственности дофигуративной фазы искусства. Паален является также автором ряда эссе, в которых излагает своё видение искусства в форме «тотемной мировой гармонии», сходной с пространственной структурностью индейской живописи американского северо-западного побережья. Подобные идеи излагает в своей, вышедшей в Нью-Йорке в 1945 году работе Form and Sense известный американский художник, один из основоположников абстрактного экспрессионизма, Роберт Мазеруэлл, в 1941—1943 году обучавшийся в Мексике у Паалена.
В 1936—1994 годах работы Паалена выставлялись в крупнейших музеях Парижа, Нью-Йорка, Лондона, Мехико, Вены, Сан-Франциско и др.